# L0系高速列车
L0系高速磁悬浮列车（L0系），是由日本東海旅客鐵路公司（JR東海）计划投入在东京与大阪之间的中央新幹線上使用的高速列车。该新干线按照计划将于2027年（令和9年）开通。该车由三菱重工、日本車輛製造公司及日立製作所制造。東海旅客鐵路公司称，该车辆将在2027年投入使用。时速将超过500公里。
由于超导磁悬浮列车的牵引电力消耗主要在轨道上，因此超导磁悬浮列车不需要类似于常规电聯车那样的受电设备来给列车提供牵引电力。因此，初代L0系900番台列车上配备了燃气轮机用于给客室设备提供电源；在改进型的950番台上，新的感应电流收集系统替代了燃气轮机，为车厢内设备提供电力。

## 試運行

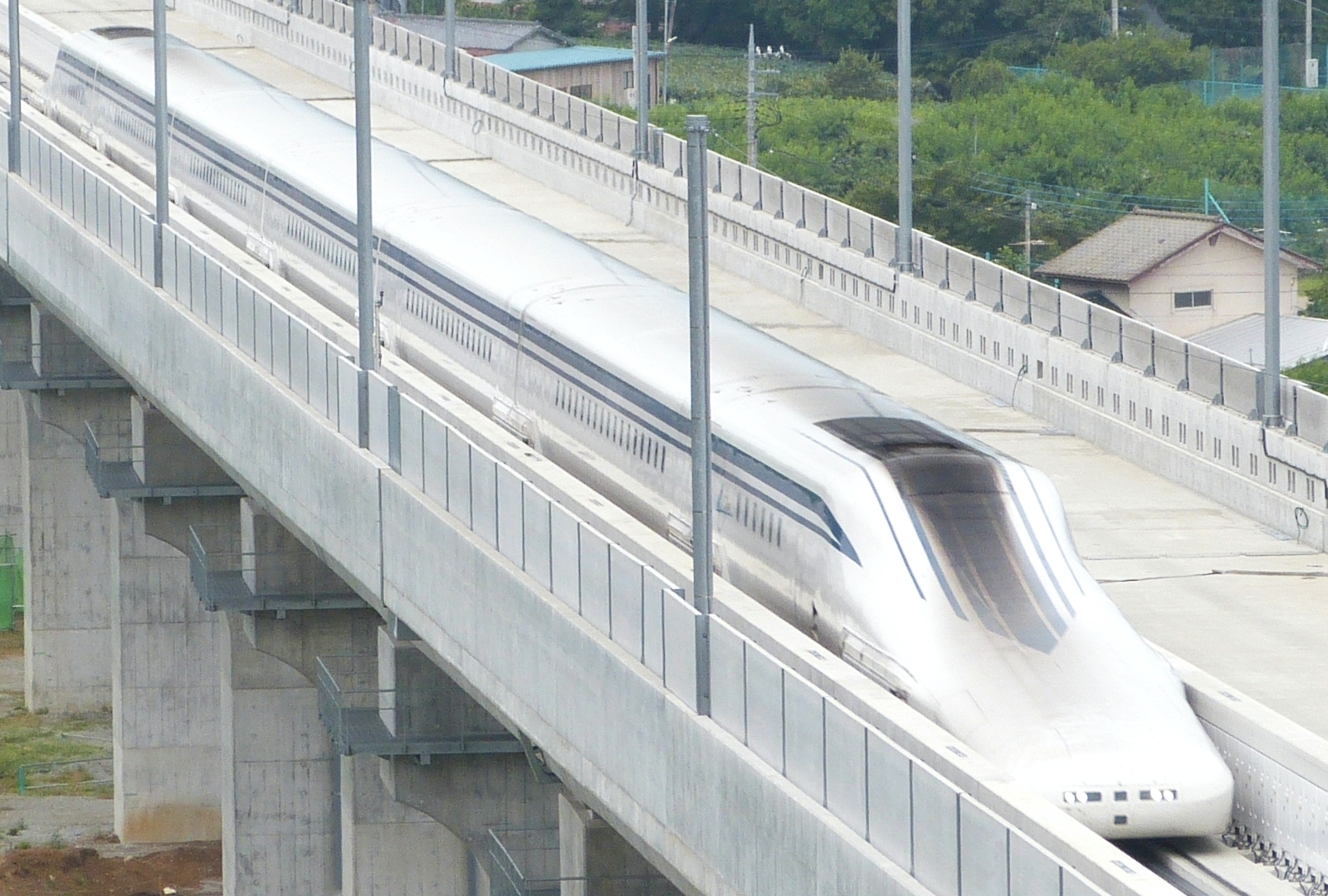
從12輛車改回7輛車進行試驗運行的L0系高速列车。

為了在山梨磁浮實驗線上試運行L0系高速列車，製造了4輛先頭車以及10輛中間車廂，由日本車輛製造、三菱重工業負責製造。在這14輛車中，2輛先頭車和3輛中間車共5輛車在2012年11月22日運抵車輛基地，在當時僅有運送車體，不含轉向架部分。在加上轉向架後，於2013年6月3日公開了由5輛車組成的試運行用列車。
目前為止，L0系列車在既有的山梨實驗線延伸後全區間（42.8公里）上，最長曾使用了由12節車廂組成的列車進行試驗運行。由最初的5節車廂，到2013年9月時增加為7節車廂，並在2014年6月25日再增加為12節車廂。之後再回到使用7節車廂組成的列車進行試運行。在2014年11月至12月間以及2015年的3月開始舉行了開放一般大眾體驗乘車的試驗運行活動。
2015年4月14日進行了總距離4064公里的試驗運行，更新了在2003年24小時內運行2876公里的紀錄。同年4月16日，以7節車輛組成的列車進行試驗運行，達到了最高時速590公里，超越了在2003年12月2日以MLX01-2高速列車達到的時速581公里之世界列車最高速度紀錄。2015年4月21日，L0系高速列车試驗運行達到了時速603公里，再次刷新了世界列車最高速度紀錄。

## 量産
由於在製造成本上無法與日本東海旅客鐵道（JR東海）談攏，三菱重工決定退出原定2027年投入使用的磁懸浮車輛相關開發和製造業務。 2018年12月，JR東海宣佈改由日本車輛製造及日立製作所負責製造列車。

## 初代试验车900番台
初代L0系列车基于MLX01型列车改进而来，并于2011年9月取代MLX01型列车成为超导磁悬浮新干线的试验列车。900系列车的先头车的外形相较MLX01-901A（MLX01列车的头车）更为平滑，车长28米，其中车头部分15米，和MLX01-901A相同。除了先头车以外的车厢在长度和定员方面和MLX01系相同。此外，基于保证客室空间的考量，车厢的横截面呈现方形。
900番台列车的涂装和MLX01有所不同。900番台列车的涂装采用了和东海道新干线相似的风格，底色为白色，车身线条为蓝色。其中，先头车正面的线条从列车前部一直延伸到车顶，而侧面的窗户上方亦有两根线条。此外，列车的侧面还增加了JR东海的超导磁悬浮列车标志。
2015年4月14日，该列车在一天内试运行了4,064公里，打破了2003年创造的24小时内运行里程记录，即2,876公里。 同年4月16日，该列车在七节车厢编组的试运行中达到了590公里/小时的最高速度，打破了2003年12月2日由MLX01创造的581公里/小时的世界铁路速度纪录。 2015年4月21日，该列车成功达到603公里/小时的速度，再次打破了铁路最高速度的世界纪录。

## 改良型試驗車950番台

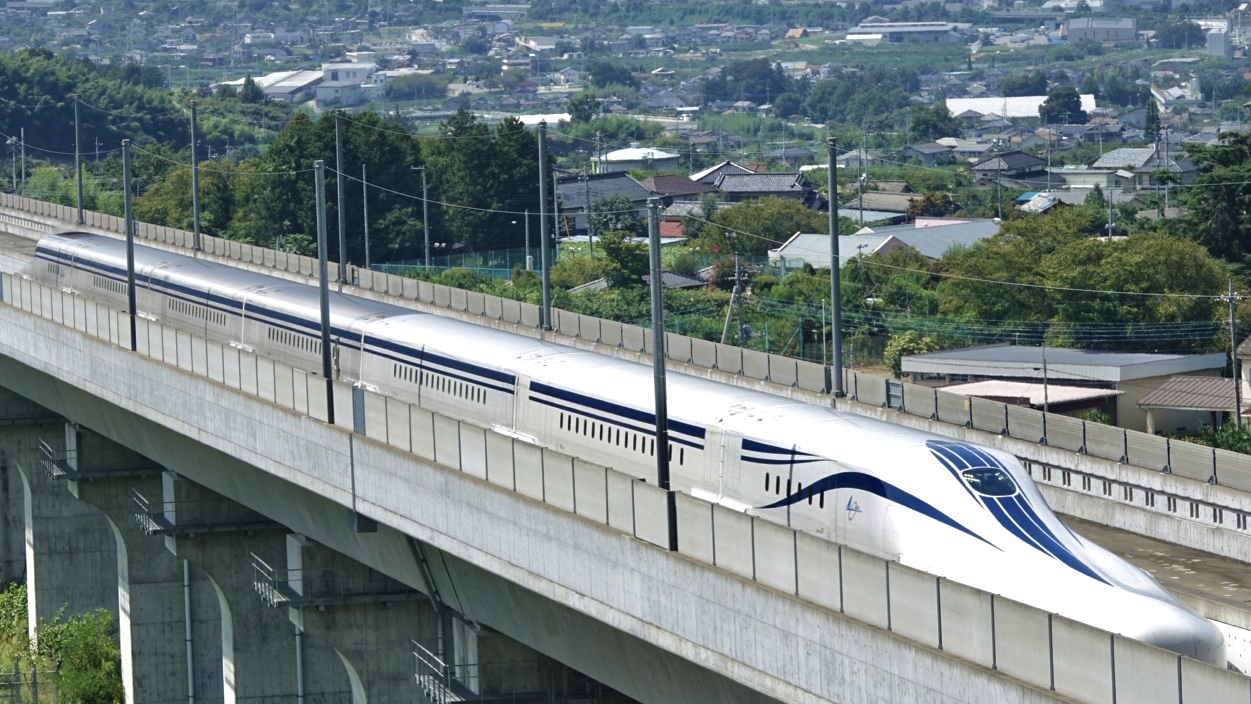
L0系改良型950番台。
（2020年8月29日，笛吹市）

2018年12月，針對銷售車輛的規格，JR東海宣布將生產一種改良型試驗車，進一步刷新L0系的速度。 會製造先頭車和中間車1輛（分別由日立製作所及日本車輛製造承造），先頭車於2020年3月25日公開。 改良型試驗車完全採用感應電流，改良了的頂部形狀亦能減少了空氣阻力。再者，除加裝能改善能見度的前照燈和前置鏡頭外，試驗車亦會採用新的塗裝。 車頭第一節車卡（由日立有限公司生產）和中間的車卡將會分階段組裝。最後，整列列車將會被劃入常規編隊並預計於5月下旬開始進行測試。
- 車輛編號
  - L22-951（改良型試驗頭車）：日立製作所承造，定員24名
  - L25-951（改良型試驗中間車）：日本車輛製造承造，定員56名

## 再改良型試驗車「M10」
2025年3月，JR東海宣布將生產一種再改良型試驗車，代號為「M10」，特徵在於車身使用再生鋁合金製造，除了重新設計車體表面之外，同時針對轉向架的蒙皮做出改進以降低行進時的空氣阻力，以往使用的超導磁石需要使用液態氮和液化氦來冷卻至-269度，「M10」所採用的是高溫超導磁石只需要冷卻至-255度。也不需要使用液態氮和液化氦來進行冷卻以降低成本，新造試驗車「M10」為日立與日本車輛設計，由日立製作所製造，將僅生產1節中間車廂。預計今年夏季就會編入現有L0系編組並開始投入試驗。
- 車輛編號
  - L25-952（「M10」試驗車）：日立製作所承造，定員60名